# أنطونيا تشيرشل
أنطونيا تشيرشل (بالإنجليزية: Antonia Churchill)‏ هي متسابقة يخت أمريكية، ولدت في 6 مايو 1919، وتوفيت في 19 يناير 2016.

## وصلات خارجية
- أنطونيا تشيرشل على موقع الاتحاد الدولي للملاحة الشراعية (موقع جديد) (الإنجليزية)
- أنطونيا تشيرشل على موقع الاتحاد الدولي للملاحة الشراعية (موقع قديم) (الإنجليزية)
- أنطونيا تشيرشل على موقع اللجنة الأولمبية الدولية (الإنجليزية)
- أنطونيا تشيرشل على موقع أوليمبيديا (الإنجليزية)